# Стивенсон, Нил
Нил Таун Стивенсон (иногда «Стефенсон», англ. Neal Town Stephenson; род. 31 октября 1959, Форт-Мид, штат Мэриленд) — американский писатель-фантаст.

## Биография
Родился в семье профессора электротехники Университета Айовы и лабораторного техника-биохимика. Как романист дебютировал в 1984 году текстом «Большое У» (Big U). Автор романа «Лавина» (Snow Crash, 1991), который подытожил основные достижения и художественные открытия киберпанка. В основу острого сюжета положена идея вируса Snow Crash, способного оказывать на людей пагубное воздействие, как в цифровой реальности, так и в биологических формах. Заслуга Стивенсона заключается в исчерпывающем описании нового вида коммерческой матрицы в виде МетаВселенной как вершины технологического прогресса.
Лауреат премии «Хьюго» (1996). Иногда творчество Стивенсона относят к посткиберпанку. В соавторстве им написаны два романа. Это «Интерфейс» (Interface, 1994) и «Паутина» (Cobweb, 1996). В романе Стивенсона «Криптономикон» (Cryptonomicon, 1999) отчетливо наблюдаются системные реминисценции, неоднократно отсылающие читателя к роману «Радуга тяготения» американского прозаика Т. Пинчона. В НФ-рассказе Стивенсона «Хруст» в реалистично-бытовой манере, но в узнаваемой стилистике новелл Ф. Кафки описаны методы воздействия на человека коммерческой рекламы и последствия агрессивного маркетинга продуктов питания и товаров потребления.

## Романы
- Большое У (The Big U, 1984)
- Зодиак: Экотриллер (Zodiac: the Eco-thriller, 1988)
- Лавина (Snow Crash, 1992)
- Интерфейс (автор на обложке — Stephen Bury, в соавторстве с J. Frederick George, Interface, 1994)
- Алмазный век, или букварь для благородных девиц (The Diamond Age: or A Young Lady’s Illustrated Primer, 1995)
- Паутина (автор на обложке — Stephen Bury, в соавторстве с J. Frederick George, Cobweb, 1996)
- Криптономикон (Cryptonomicon, 1999)
- Ртуть (Quicksilver, 2003 — Барочный цикл, том 1)
- Смешенье (Confusion, 2004 — Барочный цикл, том 2)
- Система мира[9] (System of The World, 2004 — Барочный цикл, том 3)
- Анафем (Anathem, 2008)[10]
- Вирус «Reamde» (Reamde) (2011)
- Семиевие (2015)
- Взлет и падение ДОДО[11] (2017)
- Падение, или Додж в аду (2019)
- Синдром отката (2021)

В ряде произведений («Криптономикон», «Барочный цикл», «Падение», рассказ «Джи-Пи и чип-параноик») фигурируют представители семей Уотерхауз, Шафто и Комсток, взаимодействующие с известными историческими личностями — Ньютоном, Гуком, Лейбницем, королями, Тьюрингом и т. п., а также уроженцы островов Йглм и бессмертный Енох Роот. В романе «Алмазный век, или Букварь для благородных девиц» (1995) автор употребляет термин англосфера.

## Премии
- 1996, Премия Локус за лучший НФ-роман «Алмазный век, или Букварь для благородных девиц»
- 1996, Премия Хьюго за лучший роман «Алмазный век, или Букварь для благородных девиц»
- 2000, Премия Локус за лучший НФ-роман «Криптономикон»
- 2004, Премия Артура Кларка за лучший роман «Ртуть»
- 2005, Премия Локус за лучший НФ-роман «Система мира»
- 2005, Премия Локус за лучший НФ-роман «Смешенье»
- 2008, Премия Локус за лучший НФ-роман «Анафем»
- 2009, Премия «Портал» за «Смешение», лучшая переводная книга
- 2012, Премия «Портал» за «Анафем», лучшая переводная книга